# Winchester Model 21
A Winchester Model 21 é uma espingarda de cano duplo produzida pela Winchester Repeating Arms Company de 1930 até 1961.

## Descrição
O Model 21, é uma espingarda de cano duplo, com um gatilho, que foi produzida para os cartuchos calibre 12, 16, 20 e 28 gauge. A arma apresenta carregamento pela culatra, sendo que pode fazer dois disparos separados de maneira seguida. Foram produzidos mais de 30 mil exemplares da espingarda, e ela tem uma considerável sequência de colecionadores, pois é considerada quase como uma espingarda feita sob medida.